# Jorge de Pisídia
Jorge de Pisídia (em grego medieval: Γεώργιος Πισίδης; romaniz.: Geórgios Pisídes), também chamado de o Pisídio, foi um poeta bizantino, nascido na Pisídia, ativo no século VII.

## Obra
De seus poemas, podemos inferir que ele era pisídio de nascimento e um amigo do patriarca de Constantinopla Sérgio I e do imperador bizantino Heráclio (r. 610–641). Ele era um diácono, guardião dos vasos sagrados, referendário e cartofílax ("guardião dos registros") da igreja de Santa Sofia. Suas obras foram publicadas no grego original e com uma versão em latim. por volta de cinco mil versos de sua poesia, a maior parte em iâmbicos trimétricos chegaram até nossos dias.
Sua obra mais antiga, em três cantos, é De expeditione Heraclii imperatoris contra Persas, libri tres, sobre a campanha de Heráclio contra o Império Sassânida em 622 (uma campanha em que uma relíquia, a Vera Cruz, que os persas tinham capturado uns anos antes no cerco de Jerusalém, foi recuperada), parece ser uma obra de uma testemunha. A ela se seguiu Avárica ou Guerra dos Avares (em latim: Bellum Avaricum), um relato de um ataque fútil contra Constantinopla pelos ávaros eurasianos em 626 durante a ausência do imperador e seu exército e que se acreditava ter sido repelido graças à intervenção da Virgem Maria. Por fim, Heraclias (ou De extremo Chosroae Persarum regis excidio), uma pesquisa geral sobre os atos de Heráclio, tanto em sua terra natal quanto no estrangeiro, até a queda final de Cosroes II (r. 590–628) em 628. Em seu tratado, A História Oficial das Campanhas persas de Heráclio James Howard-Johnston faz uma forte defesa de Jorge como autor do hoje perdido relato das campanhas persas de Heráclio, composto numa combinação de prosa e verso. Este relato foi aparentemente baseado nos despachos do próprio imperador, da Pérsia para os cidadãos de Constantinopla, e que estava à disposição de Teófanes, o Confessor e serviu como base para a sua Cronografia.
Em seguida ele escreveu In sanctam Jesu Christi, Dei nostri resurrectionem, no qual o poeta clama a Flávio Constâncio a seguir os passos de seu pai, Heráclio. Existe também um poema didático, Hexamerão ou Cosmologia (também chamado de Opus sex dierum seu Mundi opificium), sobre a criação do mundo, dedicado a Sérgio; De vanitate vitae, um tratado sobre a vaidade da vaidade, seguindo o estilo de Eclesiastes; Contra impium Severum Antiochiae, uma controversa composição contra o patriarca de Antioquia Severo e seu monofisismo; dois curtos poemas, incluindo In templum Deiparae Constantinopoli, in Blachernissitum sobre a ressurreição de Jesus e a recuperação da Vera Cruz. E ele escreveu um livro em prosa, Encomium in S. Anastasium martyrem. Pelas referências de Teófanes, Suidas e Isaac Tzetzes, ele escreveu outras obras que não sobreviveram.
Miguel Pselo posteriormente comparou-o - e chega a preferi-lo - a Eurípides. Pisídio também já foi cogitado como um possível autor da hino acatista à Teótoco.